# Alto Patache

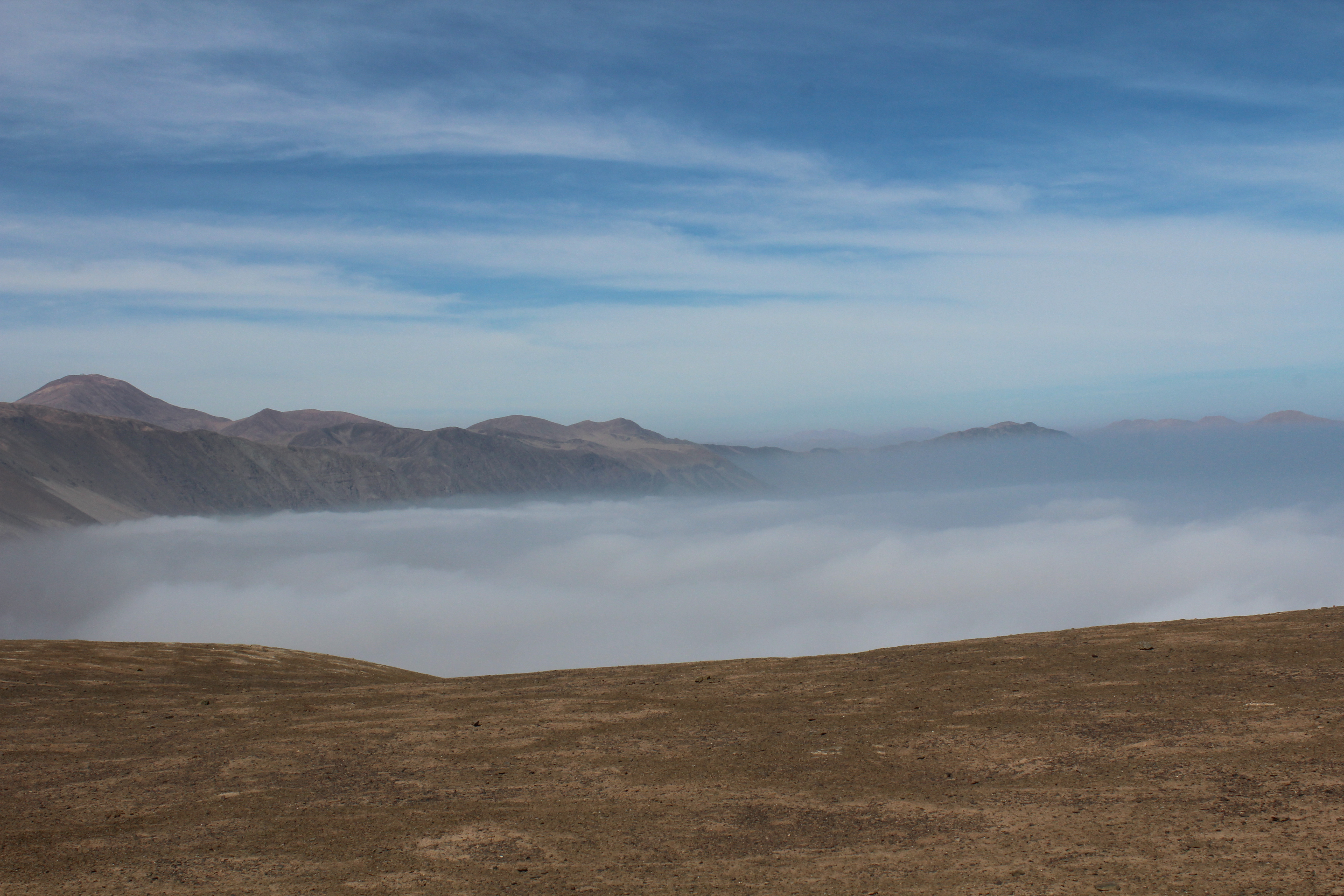
Nebel über Alto Patache

Die Nebel-Oase Alto Patache liegt in der Kommune Iquique in der Región de Tarapacá in Chile. Die Oase besteht auf Grund der Berge der Cordillera de la Costa (Chile), die sich direkt an der Küste bis auf 1200 Meter erheben. An diesen staut sich der Nebel, so dass entlang eines schmalen Streifens in einer Höhe von 700 bis 800 Metern an der Bergkette Kakteen und Farne gedeihen. Durch die Wetterphänomene El Niño und La Niña unterliegt die Vegetation starken Schwankungen. Während der El Niño Phasen konnten 45 Pflanzenarten festgestellt werden und die Vegetation breitete sich stark aus. Während La Niña Jahren wurden im Minimum 24 Arten gefunden und die Vegetationsdecke ging zurück. Zu den wichtigsten vorkommenden Arten gehört Frankenia chilensis. In einer Studie der Jahre 1997 bis 2000 konnte ein andauernder Austrocknungsprozess der Oase festgestellt werden und ihr Verschwinden wurde prognostiziert.